# Ждановка (Юргамиський район)
Жда́новка (рос. Ждановка) — присілок у складі Юргамиського району Курганської області, Росія. Входить до складу Гороховської сільської ради.
Населення — 2 особи (2010, 0 у 2002).